# I Love It When You Cry (Moxoki)
I Love It When You Cry (Moxoki) è un singolo del DJ statunitense Steve Aoki, pubblicato il 10 febbraio 2015 come primo estratto dal terzo album in studio Neon Future II.

## La canzone
Seconda traccia di Neon Future, il brano ha visto la partecipazione vocale della cantante statunitense Moxie Raia ed è stato reso disponibile per l'ascolto a partire dal 13 gennaio 2015, quasi un mese prima della sua effettiva pubblicazione.

## Video musicale
Il videoclip, diretto da Dan Packer e basato su una storia di Aoki, è stato reso disponibile per la visione a partire dal 24 febbraio 2015 attraverso il canale YouTube della Ultra Music.

## Tracce
Download digitale
1. I Love It When You Cry (Moxoki) (Extended Mix) – 4:07

Download digitale – Remixes
1. I Love It When You Cry (Moxoki) (Caked Up Remix) – 4:44
2. I Love It When You Cry (Moxoki) (Club Killers Remix) – 4:04

## Classifiche
| Classifica (2015)                      | Posizione massima |
| -------------------------------------- | ----------------- |
| Stati Uniti (dance/electronic)         | 22                |
| Stati Uniti (dance/electronic digital) | 29                |